# Goniometrická rovnice
Goniometrická rovnice je tehdy, pokud je neznámá v goniometrické funkci.

K vyřešení goniometrické rovnice se používá jednotková kružnice.
Příklad, jak může goniometrická rovnice vypadat:
{\displaystyle (\sin x)^{2}+2\sin x-3=0}

## Řešení goniometrické rovnice

### Jednoduché rovnice

#### 1. rovnice
1. {\displaystyle \cos x=-{\frac {\sqrt {3}}{2}}}
2. {\displaystyle x_{1}={\frac {5\pi }{6}}+2k\pi ,k\in \mathbb {Z} }
3. {\displaystyle x_{2}={\frac {7\pi }{6}}+2k\pi ,k\in \mathbb {Z} }

#### 2. rovnice
1. {\displaystyle {\textrm {tg}}\,x=-{\sqrt {3}}}
2. {\displaystyle x={\frac {2\pi }{3}}+k\pi ,k\in \mathbb {Z} }

### Substituce

#### 1. rovnice
1. {\displaystyle (\sin x)^{2}+2\sin x-3=0}
2. Zavedeme substituci {\displaystyle a=\sin x}:
{\displaystyle a^{2}+2a-3=0}
3. Vypočítáme kvadratickou rovnici:
{\displaystyle a_{1,2}={\frac {-b\pm {\sqrt {b^{2}-4ac}}}{2a}}={\frac {-2\pm {\sqrt {2^{2}-4\cdot 1\cdot (-3)}}}{2\cdot 1}}={\frac {-2\pm {\sqrt {16}}}{2}}={\frac {-2\pm 4}{2}}}

{\displaystyle a_{1}={\frac {-2+4}{2}}={\frac {2}{2}}=1}

{\displaystyle a_{2}={\frac {-2-4}{2}}={\frac {-6}{2}}=-3}
4. Nyní si můžeme napsat 2 rovnice:
  1. {\displaystyle \sin x=1}
  2. {\displaystyle \sin x=-3}
5. Vyřešíme obě rovnice:
  1. {\displaystyle \sin x=1}
{\displaystyle x={\frac {1}{2}}\pi +2k\pi }
  2. {\displaystyle \sin x=-3}
{\displaystyle x=\phi }

Tím je vyřešená goniometrická rovnice pomocí substituce.

#### 2. rovnice
1. {\displaystyle \sin \left(x+{\frac {\pi }{6}}\right)=1}
2. Zavedeme substituci {\displaystyle a=x+{\frac {\pi }{6}}}:
{\displaystyle \sin a=1}
3. {\displaystyle a={\frac {\pi }{2}}+2k\pi }
4. Dosadíme substituci {\displaystyle a=x+{\frac {\pi }{6}}}:
{\displaystyle x+{\frac {\pi }{6}}={\frac {\pi }{2}}+2k\pi }
5. {\displaystyle a=x+{\frac {\pi }{6}}}:
{\displaystyle x={\frac {3\pi }{6}}+2k\pi -{\frac {\pi }{6}}}
6. {\displaystyle x={\frac {2\pi }{6}}+2k\pi }
7. {\displaystyle x={\frac {\pi }{3}}+2k\pi }

Tím je vyřešená goniometrická rovnice pomocí substituce.

### Rovnice s více funkcemi současně

#### 1. rovnice
1. {\displaystyle {\sqrt {3}}\cos x=2-\sin x}
2. umocníme rovnici na druhou:
{\displaystyle 3\cos ^{2}x=(2-\sin x)^{2}}
3. použijeme vzorec {\displaystyle \cos ^{2}x=1-\sin ^{2}x}
{\displaystyle 3-3\sin ^{2}x=4-4\sin x+\sin ^{2}x}
4. {\displaystyle 0=4\sin ^{2}x-4\sin x+1}
5. použijeme vzorec {\displaystyle a^{2}-2ab+b^{2}=(a-b)^{2}}
{\displaystyle (2\sin x-1)^{2}=0}
6. celou rovnici odmocníme:
{\displaystyle 2\sin x-1=0}
7. {\displaystyle \sin x={\frac {1}{2}}}
{\displaystyle x_{\scriptstyle {\text{1}}}={\frac {\pi }{6}}+2k\pi }
{\displaystyle x_{\scriptstyle {\text{2}}}={\frac {5\pi }{6}}+2k\pi }
8. z důvodu neekvivalentních úprav 2. a 6. je nutná zkouška
kořen {\displaystyle x_{\scriptstyle {\text{2}}}} rovnici nevyhovuje a jediným řešením je {\displaystyle x_{\scriptstyle {\text{1}}}}
Takto je možné řešit rovnice se dvěma různými goniometrickými funkcemi

#### 2. rovnice
1. {\displaystyle (\cot x)^{-1}=-(\tan x)^{-1}+2(\sin x)^{-1}}
2. Použijeme vztahy mezi funkcemi:

{\displaystyle \tan x=2(\sin x)^{-1}-\cot x}
{\displaystyle {\frac {\sin x}{\cos x}}={\frac {2}{\sin x}}-{\frac {\cos x}{\sin x}}}
1. zbavíme se zlomků:

{\displaystyle \sin ^{2}x=\cos x*(2-\cos x)}
1. Použijeme vzorec {\displaystyle \sin ^{2}x=1-\cos ^{2}x}

{\displaystyle 1-\cos ^{2}x=2\cos x-\cos ^{2}x}
1. {\displaystyle 1=2\cos x}
2. {\displaystyle \cos x=1/2}
3. {\displaystyle x_{\scriptstyle {\text{1}}}={\frac {\pi }{6}}+2k\pi }

{\displaystyle x_{\scriptstyle {\text{2}}}={\frac {11\pi }{6}}+2k\pi }
1. Rovnice vyřešena

## Vybrané (nejpoužívanější) vzorce
- Záporné hodnoty úhlů
  - {\displaystyle \sin(-\alpha )=-\sin \alpha \,\!}
  - {\displaystyle \cos(-\alpha )=\cos \alpha \,\!}
  - {\displaystyle \mathrm {tg} (-\alpha )=-\mathrm {tg} \,\alpha \,\!}
  - {\displaystyle \mathrm {cotg} (-\alpha )=-\mathrm {cotg} \,\alpha \,\!}
- Vzájemné vztahy mezi goniometrickými funkcemi stejného úhlu
  - {\displaystyle \sin ^{2}\alpha +\cos ^{2}\alpha =1\,\!}
  - {\displaystyle \mathrm {tg} \,\alpha \cdot \mathrm {cotg} \,\alpha =1\,\!}
  - {\displaystyle {\textrm {tg}}\,\alpha ={\frac {\sin \alpha }{\cos \alpha }}\,\!}
  - {\displaystyle {\textrm {cotg}}\,\alpha ={\frac {\cos \alpha }{\sin \alpha }}\,\!}
  - {\displaystyle \sin \alpha ={\sqrt {1-\cos ^{2}\alpha }}}
  - {\displaystyle \cos \alpha ={\sqrt {1-\sin ^{2}\alpha }}}
  - {\displaystyle {\textrm {tg}}\,\alpha ={\frac {1}{{\textrm {cotg}}\,\alpha }}\,\!}
- Dvojnásobný úhel
  - {\displaystyle \sin 2\alpha =2\cdot \sin \alpha \cos \alpha \,\!}
  - {\displaystyle \cos 2\alpha =\cos ^{2}\alpha -\sin ^{2}\alpha \,\!}
- Poloviční úhel
  - {\displaystyle \sin {\frac {\alpha }{2}}={\sqrt {\frac {1-\cos \alpha }{2}}}\,\!}
  - {\displaystyle \cos {\frac {\alpha }{2}}={\sqrt {\frac {1+\cos \alpha }{2}}}\,\!}
- Mocniny goniometrických funkcí
  - {\displaystyle \sin ^{2}\alpha ={\frac {1}{2}}(1-\cos 2\alpha )}
  - {\displaystyle \cos ^{2}\alpha ={\frac {1}{2}}(1+\cos 2\alpha )}
- Goniometrické funkce součtu a rozdílu úhlů
  - {\displaystyle \sin \left(\alpha \pm \beta \right)=\sin \alpha \cos \beta \pm \cos \alpha \sin \beta \,\!}
  - {\displaystyle \cos \left(\alpha \pm \beta \right)=\cos \alpha \cos \beta \mp \sin \alpha \sin \beta \,\!}

## Kvadranty a hodnoty funkcí ve vybraných úhlech

Jednotková kružnice

| Kvadrant    | α           | sin α | cos α | tg α | cotg α |
| ----------- | ----------- | ----- | ----- | ---- | ------ |
| 1. kvadrant | 0° – 90°    | +     | +     | +    | +      |
| 2. kvadrant | 90° – 180°  | +     | –     | –    | -      |
| 3. kvadrant | 180° – 270° | –     | –     | +    | +      |
| 4. kvadrant | 270° – 360° | –     | +     | –    | -      |

| Stupně | Radiány                             | Sinus                                   | Kosinus                                   | Tangens                                   | Kotangens                               |
| ------ | ----------------------------------- | --------------------------------------- | ----------------------------------------- | ----------------------------------------- | --------------------------------------- |
| 0      | {\displaystyle 0\,}                 | {\displaystyle 0\,}                     | {\displaystyle 1\,}                       | {\displaystyle 0\,}                       | {\displaystyle -\,}                     |
| 30     | {\displaystyle {\frac {\pi }{6}}}   | {\displaystyle {\frac {1}{2}}}          | {\displaystyle {\frac {\sqrt {3}}{2}}}    | {\displaystyle {\frac {\sqrt {3}}{3}}}    | {\displaystyle {\sqrt {3}}}             |
| 45     | {\displaystyle {\frac {\pi }{4}}}   | {\displaystyle {\frac {\sqrt {2}}{2}}}  | {\displaystyle {\frac {\sqrt {2}}{2}}}    | {\displaystyle 1\,}                       | {\displaystyle 1\,}                     |
| 60     | {\displaystyle {\frac {\pi }{3}}}   | {\displaystyle {\frac {\sqrt {3}}{2}}}  | {\displaystyle {\frac {1}{2}}}            | {\displaystyle {\sqrt {3}}}               | {\displaystyle {\frac {\sqrt {3}}{3}}}  |
| 90     | {\displaystyle {\frac {\pi }{2}}}   | {\displaystyle 1\,}                     | {\displaystyle 0\,}                       | {\displaystyle -\,}                       | {\displaystyle 0\,}                     |
| 120    | {\displaystyle {\frac {2\pi }{3}}}  | {\displaystyle {\frac {\sqrt {3}}{2}}}  | {\displaystyle -{\frac {1}{2}}}           | {\displaystyle -{\sqrt {3}}}              | {\displaystyle -{\frac {\sqrt {3}}{3}}} |
| 135    | {\displaystyle {\frac {3\pi }{4}}}  | {\displaystyle {\frac {\sqrt {2}}{2}}}  | {\displaystyle -{\frac {\sqrt {2}}{2}}}   | {\displaystyle -1\,}                      | {\displaystyle -1\,}                    |
| 150    | {\displaystyle {\frac {5\pi }{6}}}  | {\displaystyle {\frac {1}{2}}}          | {\displaystyle {\frac {-{\sqrt {3}}}{2}}} | {\displaystyle {\frac {-{\sqrt {3}}}{3}}} | {\displaystyle -{\sqrt {3}}}            |
| 180    | {\displaystyle \pi \,}              | {\displaystyle 0\,}                     | {\displaystyle -1\,}                      | {\displaystyle 0\,}                       | {\displaystyle -\,}                     |
| 210    | {\displaystyle {\frac {7\pi }{6}}}  | {\displaystyle -{\frac {1}{2}}}         | {\displaystyle -{\frac {\sqrt {3}}{2}}}   | {\displaystyle {\frac {\sqrt {3}}{3}}}    | {\displaystyle {\sqrt {3}}}             |
| 225    | {\displaystyle {\frac {5\pi }{4}}}  | {\displaystyle -{\frac {\sqrt {2}}{2}}} | {\displaystyle -{\frac {\sqrt {2}}{2}}}   | {\displaystyle 1\,}                       | {\displaystyle 1\,}                     |
| 240    | {\displaystyle {\frac {4\pi }{3}}}  | {\displaystyle -{\frac {\sqrt {3}}{2}}} | {\displaystyle -{\frac {1}{2}}}           | {\displaystyle {\sqrt {3}}}               | {\displaystyle {\frac {\sqrt {3}}{3}}}  |
| 270    | {\displaystyle {\frac {3\pi }{2}}}  | {\displaystyle -1\,}                    | {\displaystyle 0\,}                       | {\displaystyle -\,}                       | {\displaystyle 0\,}                     |
| 300    | {\displaystyle {\frac {5\pi }{3}}}  | {\displaystyle -{\frac {\sqrt {3}}{2}}} | {\displaystyle {\frac {1}{2}}}            | {\displaystyle -{\sqrt {3}}}              | {\displaystyle -{\frac {\sqrt {3}}{3}}} |
| 315    | {\displaystyle {\frac {7\pi }{4}}}  | {\displaystyle -{\frac {\sqrt {2}}{2}}} | {\displaystyle {\frac {\sqrt {2}}{2}}}    | {\displaystyle -1\,}                      | {\displaystyle -1\,}                    |
| 330    | {\displaystyle {\frac {11\pi }{6}}} | {\displaystyle -{\frac {1}{2}}}         | {\displaystyle {\frac {\sqrt {3}}{2}}}    | {\displaystyle {\frac {-{\sqrt {3}}}{3}}} | {\displaystyle -{\sqrt {3}}}            |